# Aloeides aranda
The Aranda Copper (Aloeides aranda) là một loài bướm thuộc họ Lycaenidae. Loài này có mặt khắp nơi ở Nam Phi, trừ các khu rừng miền núi cao và các khu vực khô hạn phía tây. Nó cũng có mặt ở Zimbabwe.
Sải cánh từ 20–29 mm đối với con đực và 27–31 mm đối với con cái. Cá thể trưởng thành mọc cánh từ tháng 9 tới tháng 4 in warm areas (đỉnh điểm vào tháng 10 và tháng 2) và vào tháng 10 và tháng 2 làm hai đợt in cooler areas.
Ấu trùng ăn các loài Aspalathus.

## Phân loài
- Aloeides aranda aranda (South Africa)
- Aloeides aranda marshalli Aurivillius (phía bắc và phía đông Zimbabwe)